# Stare Żabno (gromada)
Stare Żabno – dawna gromada, czyli najmniejsza jednostka podziału terytorialnego Polskiej Rzeczypospolitej Ludowej w latach 1954–1972.
Gromady, z gromadzkimi radami narodowymi (GRN) jako organami władzy najniższego stopnia na wsi, funkcjonowały od reformy reorganizującej administrację wiejską przeprowadzonej jesienią 1954 do momentu ich zniesienia z dniem 1 stycznia 1973, tym samym wypierając organizację gminną w latach 1954–1972.
Gromadę Stare Żabno z siedzibą GRN w Starym Żabnie (od 31 grudnia 1961 w granicach Nowej Soli) utworzono – jako jedną z 8759 gromad na obszarze Polski – w powiecie nowosolskim w woj. zielonogórskim na mocy uchwały nr V/18/54 WRN w Zielonej Górze z dnia 5 października 1954. W skład jednostki weszły obszary dotychczasowych gromad Stare Żabno i Kiełcz ze zniesionej gminy Wrociszów w tymże powiecie. Dla gromady ustalono 25 członków gromadzkiej rady narodowej.
1 stycznia 1959 do gromady Stare Żabno włączono obszar zniesionej gromady Przyborów w tymże powiecie.
31 grudnia 1961 z gromady Stare Żabno wyłączono wieś Stare Żabno (bez przysiółków Nowe Żabno i Stara Wieś), włączając ją do miasta Nowej Soli w tymże powiecie. Tym samym, siedzibą gromady stała się Nowa Sól.
1 stycznia 1972 do gromady Stare Żabno włączono tereny o powierzchni 89 ha z miasta Nowa Sól w tymże powiecie.
Gromada przetrwała do końca 1972 roku, czyli do kolejnej reformy gminnej.